# Govorna igra
Govorna igra je igra riječi. Postoji više igara riječi, npr. kaladont.
Kaladont je igra u kojoj može sudjelovati više igrača. Ona počinje tako da jedan od igrača reče prvu riječ, a sljedeći koji igra treba od zadnja dva slova prethodne riječi započet svoju riječ. Cilj igre je da igrač reče riječ s čija se zadnja dva slova ne može započeti nova riječ.
Npr:
1 igrač – stranica
2 igrač – car
3 igrač – argument